# Светопреставление (рассказ)
«Светопреставление» — фантастический рассказ известного русского советского писателя-фантаста Александра Беляева, в котором писатель на фоне детективного сюжета попытался изобразить, что случится, если скорость света внезапно катастрофически снизится. Впервые опубликован в 1929 году.

## История
Рассказ «Светопреставление» вышел впервые в журнале «Вокруг света» (Ленинград, 1929, № 1—4, 7). Период 1928—1929 годов был в творчестве писателя исключительно плодотворным, тогда появились такие его крупные произведения, как «Вечный хлеб», «Борьба в эфире» и «Человек-амфибия».

## Сюжет
Берлин. Корреспонденты англичанин Лайль и француз Марамбалль изнывают от скуки, когда знакомый грек Метакса сообщает им о существовании тайного соглашения между Германией и Советской Россией. Однако их планы нарушаются катастрофическим событием — скорость света замедлилась настолько, что человек мог видеть себя же самого в кресле, с которого он давно встал, или призрак уже уехавшего трамвая. Предметы проявлялись лишь по прошествии времени. Это вызвало огромные жертвы и нарушило обычную жизнь, но постепенно люди стали адаптироваться к изменившемуся миру. Метакса сообщает, что тайный документ № 174 хранится у секретаря министра Леера, с дочерью которого дружит Марамбалль. Отказываясь для вида выкрасть документ, Марамбалль, пользуясь знакомством с Вильгельминой Леер и светопреставлением, пробирается к ней в дом, берёт документ, но из-за полицейской погони решает спрятать его в английском посольстве у Лайля в тайне от последнего. Светопреставление кончается так же внезапно, как и началось. За этим следует цепь забавных событий, в результате которых три хитрых корреспондента обманывают друг друга.

### Особенности сюжета
- Скорость света неожиданно стала такой низкой, что свет проходил 1 м за 6 мин 58 сек (14,4 см/мин). В результате стало возможно видеть события, которые в реальности давно прошли. Беляев также описывает произошедший красный сдвиг и изменение цветов, что, безусловно, не имеет физического смысла при упомянутых изменениях скорости света.

## Персонажи
- Лайль — англичанин, корреспондент «Дейли телеграф» в Берлине
- Марамбалль — француз, корреспондент «Тан» там же (газета Le Temps выходила в Париже в 1861—1942 годах)
- Метакса — греческий студент в Берлине, подрабатывающий в афинской газете «Имера»
- Вильгельмина Леер — дочь Рупрехта Леера, знакомая Марамбалля
- Рупрехт Леер — первый секретарь министра иностранных дел Германии
- Нейкирх — домовладелица Марамбалля
- Блиттерсдорф — барон, жених Вильгельмины